# Olivier Cazenove
Pour les articles homonymes, voir Cazenove.
Olivier Cazenove, né en 1951 aux Choux dans le Loiret, est un artiste plasticien français.
Il est le fils de l'enseignante et poète Gabrielle Cazenove (1924-1996) et du céramiste Yoland Cazenove (1914-2009). Il a passé son enfance dans l'Orléanais et a vécu et travaillé aux Sables-d'Olonne pendant une quarantaine d'années. Aujourd'hui il est installé en Sardaigne où il poursuit son activité.
Il a étudié à l'École du Louvre de 1972 à 1973 (option gravure) et pendant cinq ans à l'Académie Montparnasse (modèle vivant). Il a travaillé avec les architectes Andrault & Parat et Manuel & Vincent à Paris, puis dans l'ameublement et la décoration chez Wally-Broux à Paris.

## Œuvres
Le dessin a une grande importance dans l'œuvre d'Olivier Cazenove et c'est une manière pour lui de saisir la place des êtres dans la banalité de leur quotidien. Il est de ces artistes chercheurs, toujours en quête de nouvelles actions sur la matière, la couleur et les êtres, comme en témoignent ses travaux picturaux (encres, aquarelles et vernis) sur de petits formats Rhodoïd servant d'Ekta pour le tirage (lambda) ou l'impression (digigraphie) de très grands formats.
Depuis 2006, il intervient en extérieur sous formes d'installations, prenant en compte la matière environnementale, l'architecture et l'histoire des lieux. Il utilise le caoutchouc (géomembrane) comme matériau de prédilection.
En 2016, il décide de se consacrer exclusivement à un travail d'atelier. Il poursuit ses recherches sur la thématique du « hasard » en s'entourant des outils et matériaux susceptible de le provoquer (dessin automatique, dessin aveugle, dessin sous sommeil...). « Ce qui n'est pas confirmé par le hasard n'a aucune validité » (Hans Bellmer).
En 2021, la galerie GAZ, galerie d'art contemporain et photographie nouvellement créée aux Sables d'Olonne, décide d'accueillir dans son espace Olivier Cazenove et lui consacre sa première exposition à l'occasion de son inauguration. La même année, Olivier Cazenove et sa famille quittent la France et partent s'installer en Sardaigne.

## Installations
2015 : "Parcours des fontaines", Fontenay le Comte
2013 : "Habiter", Château d'Ardelay, Les Herbiers 
2013 : "Déshabiter", au Fort de Pierre-Levée, Île d'Yeu
2010 : "Micro-climat", Parc culturel de Rentilly
2008 : "Étangs d’Art", Brocéliande
2008 : "Fête des Feuilles", Lyon
2007 : "Étangs d’Art", Brocéliande
2006 : "Le Champ des signes", Prieuré Saint-Nicolas, Les Sables d’Olonne

## Expositions
2024 : Ancienne gare ferroviaire d'Osini (NU) en Sardaigne, Italie
2021 : "Olivier Cazenove se fait la malle", galerie GAZ, Les Sables d'Olonne
2017 : Salon d’art contemporain "Mac Paris," Paris
2012 : Biennale "Altérité", Cachan
2012 : "Mon œil !", Viry-Chatillon
2011 : "Little Big Galerie", Paris
2011 : 10ème édition de "Nuit Blanche", Little Big Galerie, Paris
2009 : Salon d’art contemporain "Mac Paris", Paris
2010 : Salon d’art contemporain "Mac Paris", Paris
2010 : "Artifice-Artefact", musée Bernard-d'Agesci, Niort
1999 : "Comment lui dire", Mulhouse
1990 : Salon "La Jeune Sculpture", Paris
1989 : Musée de l’Abbaye Sainte-Croix, commissariat Didier Semin et Didier Ottinger, Les Sables d’Olonne 
1989 : "Anne, ma sœur Anne", Galerie Antoine Candau, Paris
1988 : Maison de l’Avocat, Nantes
1987 : Salon de Montrouge, (présenté par la galerie Baudoin-Lebon), Paris

## Collections publiques
2018 : Donation Christine et Frédéric Bodin (Fondation Boubo Music) au Musée de l'Abbaye Sainte Croix, Les Sables d'Olonne
Le Ring, artothèque de Nantes